# تیوب (فیلم)
تیوب (انگلیسی: Tube؛‏ کره‌ای: 튜브) فیلم محصول کره جنوبی در سال ۲۰۰۳ به کارگردانی بک وون هاک و با بازی کیم سوک هون، به دونا و پارک سانگ مین است. این فیلم در ۵ ژوئن ۲۰۰۳ منتشر شد.

## بازیگران
- کیم سوک هون در نقش جانگ دو جون، بازرس مترو / کارآگاه
- به دونا در نقش سونگ یین گیونگ، جیب‌بر
- پارک سانگ مین در نقش کانگ گی تک
- سون بیونگ هو
- کوان اوه جونگ
- کیم دونگ ووک
- بونگ ته گیو در نقش در نقش آموز دبیرستانی